# آنا فورد
آنا فورد (بالإنجليزية: Anna Ford)‏ هي مذيعة أخبار وصحفية ومذيعة بريطانية، ولدت في 2 أكتوبر 1943 في Tewkesbury ‏ في المملكة المتحدة.

## وصلات خارجية
- آنا فورد على موقع IMDb (الإنجليزية)
- آنا فورد على موقع قاعدة بيانات الأفلام السويدية (السويدية)
- آنا فورد على موقع قاعدة بيانات الفيلم (الإنجليزية)
- آنا فورد على موقع كينوبويسك (الروسية)